# History (chanson de One Direction)
Pour les articles homonymes, voir History.
Singles de One Direction
Perfect
(2015)
Clip vidéo
[vidéo] « History », sur YouTube
History est une chanson du boys band britannique One Direction extraite de leur cinquième album studio, sorti en novembre 2015 et intitulé Made in the A.M.
Au Royaume-Uni, la chanson est publiée en single en décembre 2015, quatre semaines après la sortie de l'album. C'est le troisième et dernier single de cet album (après Drag Me Down et Perfect) et le dernier single qui le boys band sort avant de rentrer en hiatus en janvier.
Le single débute à la 11e place du hit-parade britannique dans la semaine du 18 au 24 décembre 2015 et commence à grimper. Finalement, dans la semaine du 15 au 21 janvier 2016 il atteint la 6e place et garde cette place pour deux semaines de plus.
Aux États-Unis, la chanson a atteint la 65e place (dans le Hot 100 de Billboard pour la semaine du 28 novembre 2015).